# Dedgaun
Dedgaun (en népalais : डेढगाउं) est un comité de développement villageois du Népal situé dans le district de Nawalparasi. Au recensement de 2011, il comptait 3 286 habitants.